# El grito en la sangre
El grito en la sangre es una película argentina dirigida por Fernando Musa y protagonizada por Abel Ayala y Emilio Bardi. Fue estrenada el 17 de abril de 2014 y 
trata de la creencia popular sostiene que cuando un hombre muere a traición, este debe ser vengado por su primogénito para que su alma pueda descansar en paz. 

## Sinopsis
En algún lugar del interior de la Argentina, la creencia popular sostiene que cuando un hombre muere a traición, éste debe ser vengado por su primogénito, para que esa alma descanse en paz.

## Reparto
- Horacio Guarany como Don Chusco
- Abel Ayala como Cali
- Emilio Bardi como Calixto
- Roberto Vallejos como Tape Ledesma
- Florencia Otero como Niña Lucía
- Enrique Liporace como Patrón / Don Clemente
- Carmen Vallejo como Adivina
- Luisa Calcumil como Abuela
- Alberto Benega como Nicasio
- María Laura Cali como Madre
- Ulises Dumont